# Michael Steiner (Fußballspieler, 1974)
Michael Steiner (* 10. August 1974 in Hallein) ist ein ehemaliger österreichischer Fußballspieler und nunmehriger -trainer.

## Karriere

### Als Spieler
Michael Steiner kam aus dem Nachwuchs des 1. Halleiner SK nach Salzburg zum Bundesnachwuchszentrum Salzburg, welches er bis zur U-18 durchlief. Als 19-Jähriger machte er acht Bundesligaspiele für den SV Austria Salzburg. Auch im UEFA-Cupfinale 1994 stand er im Einsatz. Nachdem ein geplanter Wechsel zu Austria Wien gescheitert war, spielte er ein Jahr beim ASVÖ FC Puch, dem damaligen Satellitenclub der Salzburger.
Nach einem Jahr Pause spielte er noch für den First Vienna FC, den Floridsdorfer AC und den 1. Simmeringer SC in der Regionalliga Ost. Nach einem Kurz-Comeback im Austria-Dress bei den Amateuren beendete er seine aktive Laufbahn 1999.

### Als Trainer
Nach seinem Karriereende arbeitete er in der Gastronomie, wo er mit Marc Janko in Kontakt kam. Durch diesen Kontakt kam er wieder zum Fußball. Beim FC Red Bull Salzburg wurde er hauptverantwortlicher Trainer der U-14-Mannschaft, Co-Trainer der AKA-U-18-Mannschaft sowie Individualtrainer. Nach der Übernahme der Nachwuchsabteilung von Ernst Tanner im August 2012 verließ er Salzburg. Am 22. Oktober 2012 folgte Michael Steiner Hannes Rottenspacher als Trainer des abstiegsbedrohten FC Pinzgau Saalfelden in der Regionalliga West. Nach dem Abstieg gelang ihm mit dem Meistertitel in der Salzburger Liga 2014 der sofortige Wiederaufstieg. Von Saalfelden wechselte er zur Saison 2014/15 als Co-Trainer zum Zweitligisten SKN St. Pölten. Nachdem sich der Club von Cheftrainer Herbert Gager getrennt hatte, folgte Steiner diesem im Oktober 2014, wurde aber nach 13 Spielen im Amt im März 2015 wegen mangelnder Erfolge durch Jochen Fallmann ersetzt.
Steiner blieb aber nicht lange ohne Klub, zur Saison 2015/16 wurde er Trainer der Amateure des SK Rapid Wien. Zur Saison 2016/17 verließ er die Amateure und übernahm die U-16-Mannschaft der Akademie der Wiener. Im September 2017 wechselte Steiner zum ÖFB und wurde Trainer der U-19-Frauen. Im April 2021 verließ er den Verband und wurde Nachwuchsleiter beim FC Basel in der Schweiz. Nach der Saison 2020/21 verließ er Basel aber bereits wieder.
Im November 2021 kehrte er nach Österreich zurück, wo er sich beim Bundesligisten TSV Hartberg um den Nachwuchsbereich sowie den Aufbau einer Akademie kümmern sollte. Nachdem mit Martin Dellenbach ein Hartberg-Vorstandsmitglied den Nachbarverein SV Lafnitz übernommen hatte, wurde Steiner per 2023/24 zum Cheftrainer des Zweitligisten bestellt. Nach je drei Siegen und Niederlagen trennte sich Lafnitz aber schon im September 2023 wieder von Steiner.

## Erfolge

### Als Spieler
- UEFACUP Finale 1994

### Als Trainer
- Meister der Salzburger Liga, Aufstieg in die Regionalliga West mit dem FC Pinzgau Saalfelden